# Elsrijkdreef

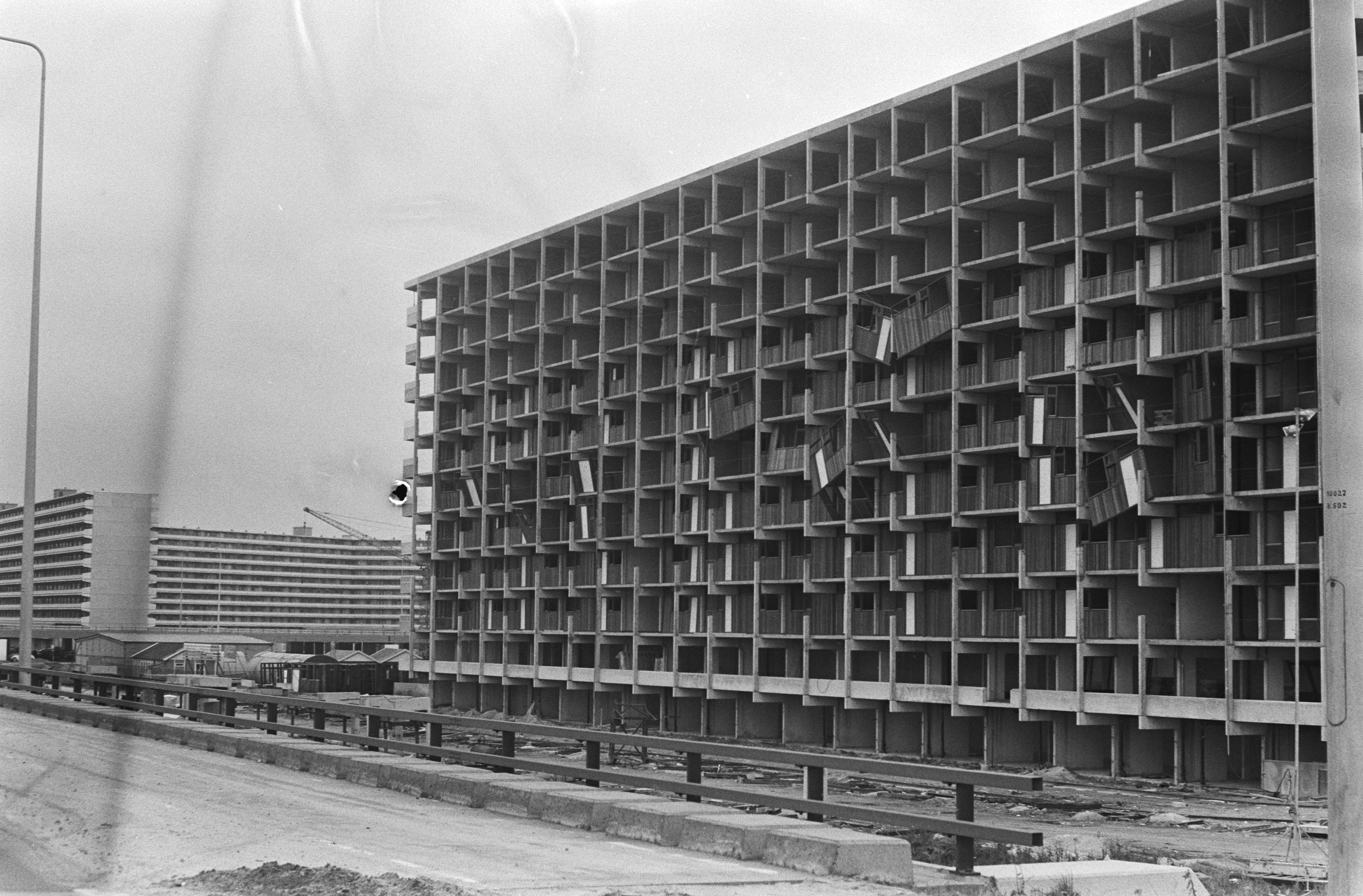
Elsrijdreef in 1971 met Gliphoeve in aanbouw (1971)

De Elsrijkdreef verbindt de Daalwijkdreef met de Bijlmerdreef in het noordoosten van de Bijlmermeer in Amsterdam-Zuidoost.  

## Geschiedenis
De dreef was oorspronkelijk geheel half hoog gelegen en uitsluitend bestemd voor snelverkeer en werd voor het verkeer opengesteld begin jaren 70. In de dreef werd een aantal viaducten gebouwd om het langzaam verkeer (voetgangers en fietsers) via een gescheiden verkeersstroom de dreef te kunnen passeren. Er is alleen bebouwing aan de zuidwestzijde waar de honingraatflats Geldershoofd en Gravestein, het oorspronkelijke Gliphoeve, staan. Aan de oostzijde is geen bebouwing. Hier loopt het hooggelegen tracé van metrolijn 53. Oorspronkelijk takte halverwege, voor de de Bijlmerweide de Provincialeweg af onder een metroviaduct in de richting van Diemen. Pas na de verlenging en aansluiting op de Daalwijkdreef verscheen er een T-kruising. Het laatste stuk van ongeveer zestig meter lag op brug 1017 waaronder het door Evert Jelle Jelles ontworpen winkelcentrum Ganzenhoef lag met maar liefst 28 ingangen dat in 1975 werd geopend.  
In de tweede helft van de jaren negentig werd de dreef in het kader van de vernieuwing van de Bijlmermeer gedeeltelijk verlaagd. Het zuidelijke gedeelte werd verlaagd naar maaiveldniveau en er verschenen fiets- en voetpaden en gelijkvloerse kruisingen. De kruising werd een rotonde en daarmee filegevoelig in tegenstelling tot de eerdere T-kruising op de verhoogde dreven. Met brug 1017 verdween ook het ondergelegen winkelcentrum Ganzenhoef en kwam er nieuwbouw met het nieuwe winkelcentrum Ganzenpoort.
De dreef kende oorspronkelijk geen huisnummers. Pas na de vernieuwing en verlaging kwamen er aan de dreef wel huisnummers, oplopend van 199-215 en onderdeel van de nieuwbouw.
GVB bus 66 rijdt over het zuidelijk gedeelte van de dreef en heeft een halte bij metrostation Ganzenhoef op maaiveldniveau. De overige haltes op het nog steeds halfhoge gedeelte zijn met trappen met het maaiveld verbonden. Op het noordelijk gedeelte van de dreef rijdt onder meer bus 330. 
De dreef is bij een raadsbesluit van 20 januari 1971 vernoemd naar een boerderij in Amstelveen waar ook een woonwijk met die naam bestaat.